# Daniel Sliper
Daniel Sliper (sinh ngày 23 tháng 4 năm 1987) là một cầu thủ bóng đá người Thụy Điển thi đấu cho Örgryte IS ở vị trí tiền vệ.